# Chromelosporium terrestre
Chromelosporium terrestre är en svampart som först beskrevs av Elias Fries, och fick sitt nu gällande namn av M.B. Ellis 1976. Chromelosporium terrestre ingår i släktet Chromelosporium och familjen Pezizaceae.   Inga underarter finns listade i Catalogue of Life.